# Reina Roffé
Reina Roffé (* 4. November 1951 in Buenos Aires, Argentinien) ist eine argentinische Schriftstellerin und Journalistin.

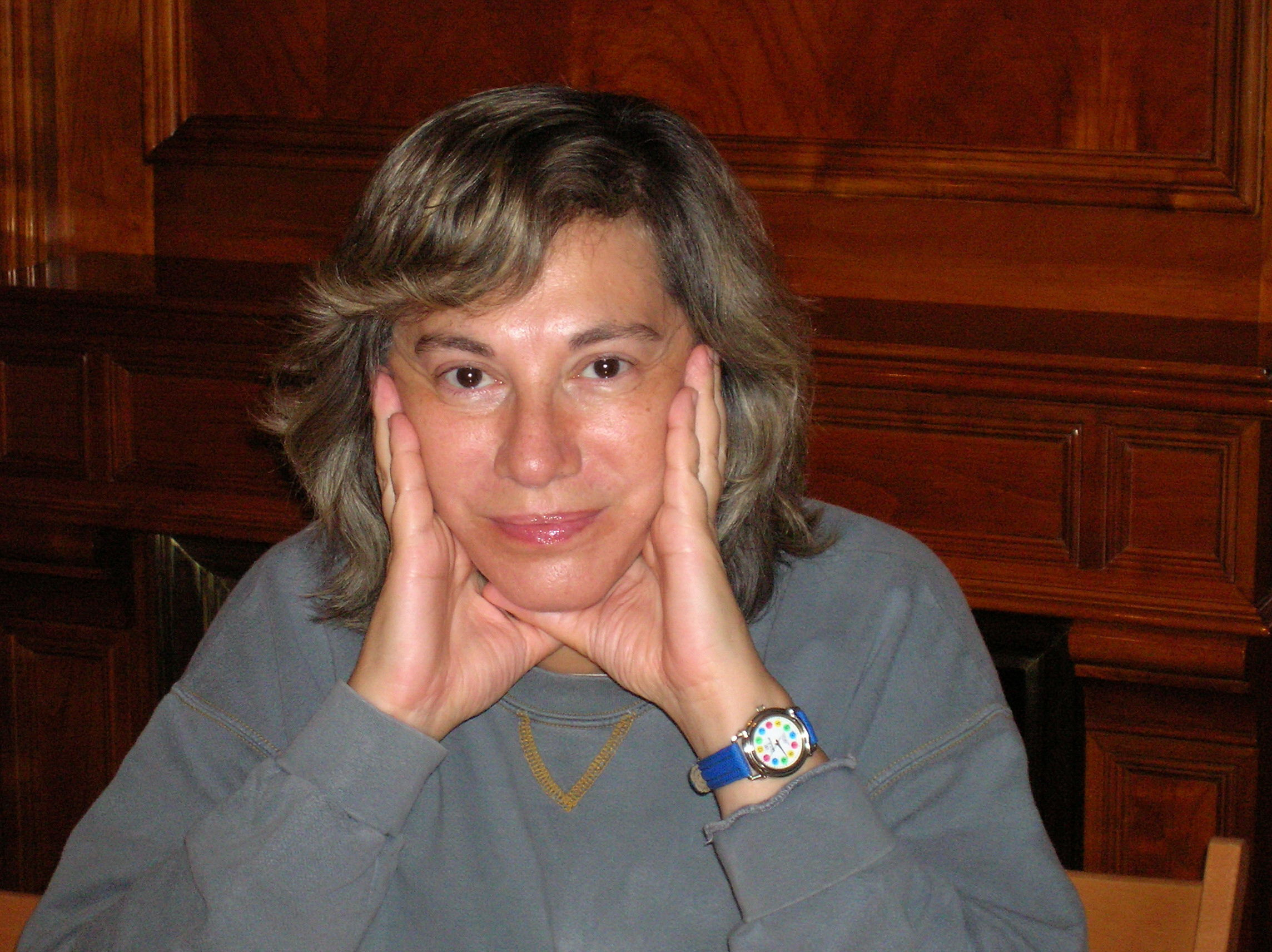
Reina Roffé, 2006

## Leben
Reine Roffé wurde als Tochter einer jüdisch-italienischen Einwandererfamilie, die Ende des 19. Jahrhunderts nach Argentinien emigriert war, geboren. Ihre Kindheit war von der engen Beziehung zu ihrer Großmutter Reina Azerrad de Roffé geprägt, bei der sie die ersten Lebensjahre verbrachte. Schon während der Schulzeit begann sie Erzählungen zu schreiben. Mit 17 Jahren verfasste sie ihren ersten Roman, Llamado al Puf, der 1973 veröffentlicht wurde und zwei Jahre später den „Premio Pondal Ríos“ erhielt, einen Literaturpreis, der an sehr junge Autoren vergeben wird.
Sie studierte Publizistik am Instituto Superior Mariano Moreno und Literatur an der Facultad de Filosofía y Letras in Buenos Aires. Bereits während des Studiums begann sie Artikel und Interviews in Zeitungen und Zeitschriften wie Clarín, La Opinión und Siete Días zu veröffentlichen. In den 1970er Jahren arbeitete Roffé als Pressechefin des Verlags Planeta Argentina, schrieb Vorworte für den Verlag Corregidor und war Redaktionssekretärin der Zeitschrift Latinoamericana. Dort erschien auch erstmals ihr Werk Juan Rulfo, autobiografía armada, das später in Buchform publiziert wurde.
1976, kurz nach dem Beginn der Militärdiktatur in Argentinien, kam ihr zweiter Roman Monte de Venus heraus; er wurde von den Behörden als „unmoralisch“ verboten und sofort aus dem Verkehr gezogen. In diesen Jahren versuchte sich die Autorin mit Stipendien und Auslandsreisen über Wasser zu halten. 1981 erhielt sie ein Fulbright-Stipendium, das sie nach Iowa führte; sie war dort im International Writing Program der University of Iowa eingebunden. Insgesamt lebte sie dreieinhalb Jahre in den USA, zwischen 1981 und 1984. Für den Verlag Ediciones del Norte in New Hampshire arbeitete sie an verschiedenen Projekten; unter anderem nahm sie zwei Interviews mit Jorge Luis Borges (El memorioso, New York, 1982) und Manuel Puig (Del ‚kitsch‘ a Lacan, New York, 1983) auf Video auf.
Nach der Wiedererrichtung der Demokratie in Argentinien kehrte sie 1984 nach Buenos Aires zurück, wo sie an der Kulturbeilage von La Razón mitarbeitete und Artikel für die Frauenbeilage der Tageszeitung Tiempo Argentino schrieb. Sie veröffentlichte auch Interviews und Erzählungen in der Zeitschrift Crisis und war Mitglied des Beraterstabes des Verlages Per Abbat. In der Biblioteca Alfonsina Storni der Municipalidad de Buenos Aires leitete sie Lese- und Schreibwerkstätten.
1987 reiste sie auf Einladung des Zentrums für Lateinamerikastudien der Katholischen Universität Eichstätt nach Deutschland, um dort am Kongress „Literatura argentina hoy: de la dictadura a la democracia“ teilzunehmen. Im Anschluss unternahm sie eine Lesereise, die sie nach München, Zürich, Rom, Barcelona und Madrid führte. In der spanischen Hauptstadt wurde ihr von der Buchhandlung Biblos das Angebot unterbreitet, Schreibwerkstätten zu leiten, so dass sie im Mai 1988 dorthin übersiedelte. In Spanien war sie unter anderem Mitarbeiterin der Zeitschriften Marie Claire, Cambio 16 und Quimera. Parallel dazu fungierte sie von 1988 bis 1992 als Auslandskorrespondentin der argentinischen Zeitschrift Puro Cuento und publizierte Artikel in den Kulturbeilagen der argentinischen Tageszeitungen Página 12 und Clarín.
Seit 1997 ist Reina Roffé regelmäßige Mitarbeiterin der Zeitschrift Cuadernos Hispanoamericanos und des Centro Virtual Cervantes. Sie veröffentlicht auch in spanischen Literaturzeitschriften wie Ínsula und Revista de Occidente sowie in Tageszeitungen wie La Razón, ABC und El Mundo. Für Cuadernos Hispanoamericanos hat sie Dossiers über Silvina Ocampo (Madrid, April 2002) und über Manuel Puig (April 2003) herausgegeben.

## Auszeichnungen und Preise
- Premio Pondal Ríos al mejor libro de autor joven für Llamado al Puf, verliehen von der Fundación Odol, Buenos Aires, 1975
- Fulbright-Stipendium, International Writing Program der University of Iowa, 1981
- Premio Bienal Internacional de Novela Breve para obras en castellano für La rompiente, Municipalidad de Córdoba, Argentinien, 1986
- Beca Antorchas de Literatura, Fundación Antorchas, Buenos Aires, 1993

## Werk

### Romane
- Llamado al Puf. Editorial Pleamar, Buenos Aires 1973.
- Monte de Venus. Ediciones Corregidor, Buenos Aires 1976.
- La rompiente. Editorial Puntosur, Buenos Aires 1987. Weitere Ausgaben: Xalapa, México, Editorial Universidad Veracruzana, 1988. Santiago de Chile, Editorial Cuarto Propio, 1999. Córdoba, Argentina, Alción Editora, 2005.
- El cielo dividido. Editorial Sudamericana, Buenos Aires 1996.
- El otro amor de Federico. Lorca en Buenos Aires. Plaza & Janés, Buenos Aires 2009.

### Erzählungen
- Aves exóticas. Cinco cuentos con mujeres raras. Editorial Leviatán, Buenos Aires 2004, ISBN 987-514-067-8.
- Mujer en consulta y otros microrrelatos. Ministerio de Educación, Buenos Aires 2009.

### Essays und Interviewbände
- Juan Rulfo: Autobiografía Armada. Biografie. Ediciones Corregidor, Buenos Aires 1973. Überarb. Neuauflage: Editorial Montesinos, Barcelona 1992.
- Espejo de Escritores. Ediciones del Norte, Hanover 1985, ISBN 0-910061-23-8 (Interviews mit lateinamerikanischen Autoren).
- Conversaciones americanas. Pàginas de Espuma, Madrid 2001, ISBN 84-95642-07-7 (Interviews mit lateinamerikanischen Autoren).
- Juan Rulfo. Las mañas del zorro. Biografie des mexikanischen Autors. Editorial Espasa Calpe, Madrid 2003.
- Juan Rulfo. Biografía no autorizada. Editorial Fórcola, Madrid 2012.

### Übersetzungen

#### Deutsch
- Apokalypse Arlt. Das Vermächtnis. (“Apocalipsis Artl. El legado”), Essay. In: Marily Martínez de Richter (Hrsg.): Moderne in den Metropolen. Roberto Arlt und Alfred Döblin (Internationales Symposium, Buenos Aires-Berlin, 2004). Königshausen & Neumann, Würzburg 2007, ISBN 978-3-8260-3198-4, S. 95–110.
- Exotische Vögel (“Aves exóticas”), Erzählung. In: Revista Xicóatl, Salzburg, Jg. VIII/Nr. 43, 1999.
- Zugvogel (“Ave de paso”), Erzählung. In: Revista Xicóatl, Salzburg, Jg. V/Nr. 23/1996.
- Eine Stadt in Grau und Beige (“Una ciudad gris y beige”), Erzählung. In: Erkundungen. 21 Erzähler vom Río de la Plata. Hg. Haus der Kulturen der Welt Berlin, Verlag Volk und Welt, Berlin 1993, ISBN 3-353-00960-4.
- Flut (“Alta marea”), Erzählung. In: Fallen die Perlen vom Mond? Lateinamerikanische Liebesgeschichten. Hg. von Mempo Giardinelli und Wolfgang Eitel, Piper, München 1991, ISBN 3-492-03322-9.
- Romanze von Don Gato und Doña Reina von Tétouan. Übersetzt von Erna Pfeiffer. In: ila (Zeitschrift der Informationsstelle Lateinamerika) Nr. 335, Mai 2010, S. 10–12.
- Exotische Vögel. in: Erna Pfeiffer (Hrsg. u. übersetzt): Mit den Augen in der Hand. Argentinische Jüdinnen und Juden erzählen. Mandelbaum-Verlag, Wien 2014, ISBN 978-3-85476-446-5, S. 184–188.

#### Englisch
- Exotic Birds (“Aves exóticas”), Erzählung. In: The House of Memory. Stories by Jewish Women Writers of Latin America. Hg. von Marjorie Agosín, New York, The Feminist Press, 1999.
- Revelations (“Revelaciones”), Erzählung. In: Present Tense. New York, Spring 1985.
- High Tide (“Alta marea”), Erzählung. In: Writing from the World. The International Writing Program 1977-1983. The Iowa Review, Iowa, vol. 14/nr. 2/1984.
- “Let’s Hear What He Has To Say” (“Oigamos lo que tiene que decir”), Erzählung. In: The Web. Stories by Argentine Women. Hg. von H. Ernest Lewald, Washington D.C., Three Continents Press, 1983.
- The Reef and Exotic Birds: Five Stories with Rare Women. Translated by Margaret Stanton. With an Introduction by Monica Szurmuk. University Press of the South, New Orleans 2010.

#### Italienisch
- L'Onda che si infrange (übersetzt von Giovanna Ferrando, Einführung von Luis Dapelo). Poiesis Editrice, Bari 2010. (La rompiente)
- Uccelli rari ed esotici. Cinque racconti con donne straordinarie. Poiesis Editrice, Bari 2010. (Aves exóticas. Cinco cuentos con mujeres raras)